# Monte Mars
Monte Mars – szczyt w Alpach Pennińskich, części Alp Zachodnich. Leży w północnych Włoszech na granicy regionów Piemont i Dolina Aosty. Należy do masywu Alpy Biellesi. Jest jego najwyższym szczytem. Rejon szczytu objęty jest Rezerwatem Naturalnym Monte Mars.